# Kostel svatého Jakuba Staršího (Škrle)
Kostel svatého Jakuba Staršího je římskokatolický kostel zasvěcený svatému Jakubu Staršímu ve Škrli v okrese Chomutov. Od roku 1963 je chráněn jako kulturní památka. Kostel stojí ve východní části vsi přibližně uprostřed na jih orientovaného svahu údolí řeky Chomutovky. Obklopoval ho hřbitov, který byl zrušen v polovině 19. století, obehnaný hřbitovní zdí.

## Historie
Kostel ve Škrli byl poprvé zmíněn, stejně jako vesnice, roku 1341, kdy král Jan Lucemburský udělil vsi městská práva. Stavba pochází nejpozději z poloviny 14. století. Další významné přestavby proběhly v letech 1586 a 1840. K velkému poškození kostela došlo v 80. letech 20. století, kdy se mezi Bílenci a Škrlí plánovalo vybudování Velemyšlevské výsypky a v obou vesnicích byla vyhlášena stavební uzávěra. V roce 2001 byl kostel zastřešen břidlicovou krytinou a postupně se opravuje.

## Stavební podoba
Stavba kostela je jednolodní s obdélným presbytářem, ke kterému je na severní straně přistavěná sakristie dříve přístupná dnes zazděným vstupem v západní zdi. Loď i presbytář mají nároží armovaná pískovcovými kvádry. Osvětlují je obdélná okna s půlkruhovými záklenky. Vstup v západní zdi byl zdobený pozdně gotickým hrotitým portálem, který však byl vytržen a odvezen. Za vstupem se dochovala hluboká kapsa, do které se zasouval trám jako závora. Jednoduchá předsíň byla přistavěna až v roce 1814.
K jižní zdi lodi byla v pozdní gotice přistavěna hranolová věž na čtvercovém půdorysu. Je vyzděná do úrovně zdiva kostelní lodi. Do přízemí i prvního patra věže se původně vstupovalo zvenčí, ale oba portály jsou zazděné. V prvním patře se dochovaly drobné obdélné střílny. Druhé patro věže je tvořené trámovou konstrukcí s bedněním.